# I. Iszlám Giráj krími kán
I. Iszlám Giráj (krími tatár: I İslâm Geray, ١ اسلام كراى), (? – 1536) krími tatár kán.
Iszlám az egyik fia volt I. Mehmed Giráj krími kánnak. Miután 1523-ban a nogáj tatárok megölték az apját, az oszmán szultán, akinek a Krím vazallusa volt, Szadet Girájt, Iszlám nagybátyját nevezte ki kánnak. Iszlám többször is szervezkedni próbált Szadet ellen, aki meggyilkoltatta fivéreit, Gázit és Babát és a nogájoknál és az Arany Horda utódainál keresett szövetségeseket. Szadet próbálta megbékíteni és kalgának (első tisztség a kán után) nevezte ki 1526-tól 1528-ig. Iszlám ennek ellenére fellázadt ellene 1532-ben és lemondásra kényszerítette. Iszlám követet küldött Nagy Szulejmánhoz, hogy nevezzen ki új kánt, ám ha azt várta hogy jóváhagyják uralkodását, csalódnia kellett. A szultán másik nagybátyját, Száhib Girájt választotta, aki nem tanulva fivére sorsából, megint csak Iszlámot tette meg kalgának. Iszlám hamarosan újból szervezkedni kezdett a kán ellen, a moszkvai nagyfejedelmet, előbb III. Vaszilijt, majd annak halála után IV. (Rettegett) Ivánt próbálta megnyerni az ügyének. 1535-ben Szahib leváltotta őt tisztségéből, így Iszlám ellenzékben folytatta harcát a trónért, míg 1536-ban a nogájok egy rajtaütés során meg nem ölték. Összesen öt hónapig volt krími kán.

## Fordítás
Ez a szócikk részben vagy egészben  a(z)   Ислям I Герай című orosz Wikipédia-szócikk ezen változatának fordításán alapul.  Az eredeti cikk szerkesztőit annak laptörténete sorolja fel. Ez a jelzés csupán a megfogalmazás eredetét és a szerzői jogokat jelzi, nem szolgál a cikkben szereplő információk forrásmegjelöléseként.
| Előző uralkodó: I. Szadet | Krími kán 1532 | Következő uralkodó: I. Száhib |